# Rodrigo Fabri
Rodrigo Fabri (Santo André, 15 januari 1976) is een voormalig Braziliaanse voetballer. Tot 2001 was zijn spelersnaam Rodrigo, maar vanaf dan werd zijn familienaam erbij gezet om verwarring te voorkomen met Rodrigo Mendes, die op dat moment ook bij Grêmio speelde. 

## Biografie
Rodrigo begon zijn carrière bij Portuguesa. In 1996 behaalde hij met de club een derde plaats in de Paulistão. Daaropvolgende stootte hij met zijn team door naar de finale van de Série A, waar de club uitkwam tegen Grêmio. Alexandre Gallo en Rodrigo konden scoren en zetten zo Portuguesa op weg naar een eerste landstitel. Echter won Grêmio de terugwedstrijd met dezelfde cijfers en werd kampioen omdat het beter presteerde in de reguliere competitie. Het volgende jaar eindigde Portuguesa vierde in de eerste fase, maar kon daarna geen succes meer boeken. 
De goede prestaties hadden hem een plaatsje bij het nationale elftal opgeleverd en in 1997 won hij de Confederations Cup met de ploeg, al was hij maar een reservespeler. Het leverde hem wel bekendheid op in Europa. Er was interesse van SS Lazio, maar het was Real Madrid dat hem binnen haalde. Ze leenden hem eerst uit aan Flamengo, dat echter een kwakkelseizoen had en waardoor zijn kansen op naar het WK te gaan verdwenen als sneeuw voor de zon. Hij werd aan nog verscheidene clubs uitgeleend en werd met Real Valladolid in 2000 achtste in de Spaanse competitie. Bij Real kon hij echter nooit doorbreken. Van 2001 tot 2003 speelde hij bij Grêmio. Hiermee bereikte hij in 2002 de halve finale van de Copa Libertadores tegen Club Olimpia. Na verlengingen draaide de wedstrijd uit op strafschoppen en Rodrigo miste zijn strafschop waardoor Grêmio uitgeschakeld was. In de competitie maakte hij zijn misser meer dan goed en werd dat jaar samen met Luís Fabiano topschutter van de Série A met 19 goals. 
Nadat zijn contract met Real afliep in 2003 werd hij overgenomen door stadsrivaal Atlético Madrid. Hier bleef hij slechts één seizoen en keerde definitief terug naar Brazilië. Na een verblijf bij Atlético Mineiro ging hij in 2006 naar São Paulo, waarmee hij de titel won. In 2008 speelde hij voor Figueirense, waarmee hij de staatstitel won. Hij beëindigde zijn carrière bij Santo André uit zijn geboortestad.